# 相馬商事
相馬商事株式会社（そうましょうじ）は、長野県佐久市野沢1に本社を置く、石油卸・小売、建材卸、農薬卸、小売、ドローン販売、スマート農業支援、自動車整備、ガソリンスタンド経営・薬局経営などを行なう企業。

## 概要
- 1902年（明治35年）11月創業
- 年商 150億円（2018年度グループ計） 単独108億円
- 代表取締役社長　相馬栄治郎
- 従業員 300名

## 事業内容
- ENEOSの特約店としてガソリンスタンドの経営、各種石油製品販売、
- 建材販売
- 農薬販売
- ドラッグストア経営
- 自動車整備・新車･中古車販売
- 東京海上日動火災保険代理店
- 東京海上日動あんしん生命代理店
- 女性専用30分フィットネス・カーブスFC
- 介護型フィットネスジョイリハ・パワリハFC
- 農業用ドローン販売、スクール、散布、画像分析、スマート農業支援

## 沿革
- 1902年（明治35年）11月 - 相馬豊三・朝四郎兄弟が「金沢薬舗・野沢支店」を創業。
- 1913年（大正2年） - 朝四郎が「金沢薬局」設立。
- 1924年（大正13年） - 三菱商事燃料部（現ENEOS）特約店となる
- 1950年（昭和25年）6月 - 資本金150万円で株式会社相馬朝四郎商店に改組。三菱石油（現・ENEOS）、秩父セメント（現・太平洋セメント）の特約店として石油部門を設立。
- 1954年（昭和29年）1月 - 相馬商店上田営業所開設（初の固定式ガソリンスタンド）。
- 1966年（昭和41年）-相馬三郎社長就任
- 1970年（昭和45年） - 資本金1,500万円で株式会社北信ヨコハマタイヤ設立。石油部門から分離し建材部を設立。
- 1972年（昭和47年） - 相馬商事株式会社に商号変更。
- 1977年（昭和52年） - ソーマ薬局を開設。
- 1985年（昭和60年） - 株式会社オートラマ長野（現・相馬オート）設立。
- 1987年（昭和62年） - 株式会社ドラッグソーマを設立。
- 1997年（平成9年） - 株式会社ペトロソーマを設立。車検のコバックとFC契約。
- 1998年（平成10年）-セルフガソリンスタンド1号店長野南バイパスを新設。
- 2000年（平成12年） -相馬栄治郎社長就任
  - 有限会社アグリ長野を設立。
  - 10月 - 医薬部を「鍋林」に譲渡。
  - 11月 - ドラッグソーマをライフ営業部へ変更。
- 2006年（平成18年） - マツモトキヨシチェーン健康家族とFC契約。
  - 営業本部（建材営業部・アグリ営業部・ライフ営業部）石油部（FP事業部・卸部・業務部）管理部（経理・総務）の3部門と子会社・関連会社に組織を単純化。
- 2007年（平成19年）- カーブス･ジャパンとFC契約。
- 2011年（平成23年）-介護型フィットネス・パワリハとFC契約。
- 2017年（平成29年）-3部門制をグループ企業を跨ぐ6カンパニー制に変更。
- 2017年（平成29年）-ドローンによる農薬散布開始、ドローンスクールソーマ開設。
- 2018年（平成30年）-DJIジャパン代理店となり農業用ドローン販売開始。

## グループ企業
- ペトロソーマ - ENEOS販売店、セルフGS、車検のコバック。
- 北信ヨコハマタイヤ - 横浜ゴム代理店。
- 相馬オート - オートセンター　新車・中古車、車検、修理、板金・塗装、自動車保険取扱店。
- アグリ長野 - 農薬・肥料・資材など農業関連商品の小売販売、卸売販売。